# 阿倍意宇麻呂
阿倍 意宇麻呂（あべ の おうまろ）は、奈良時代の貴族。名は億宇麻呂とも記される。官位は従五位上・主船正。

## 経歴
天平宝字2年（758年）従五位下に叙爵。天平宝字4年（760年）内蔵助、天平宝字5年（761年）大炊頭と淳仁朝では京官を務めるが、天平宝字7年（763年）出雲介として地方官に転じる。
称徳朝の神護景雲3年（769年）主船正として京官に復し、光仁朝の宝亀2年（771年）従五位上に叙せられている。

## 官歴
『続日本紀』による。
- 時期不詳：正六位上
- 天平宝字2年（758年） 8月1日：従五位下
- 天平宝字4年（760年） 正月16日：内蔵助
- 天平宝字5年（761年） 10月1日：大炊頭
- 天平宝字7年（763年） 正月9日：出雲介
- 神護景雲3年（769年） 8月19日：主船正
- 宝亀2年（771年） 11月25日：従五位上